# Гречи (Кјети)
Гречи (итал. Greci) је насеље у Италији у округу Кјети, региону Абруцо.
Према процени из 2011. у насељу је живело 63 становника. Насеље се налази на надморској висини од 1108 м.